# 캐세이익스프레스
캐세이익스프레스(Cathay Express)는 금산군을 연고로 하는 시외버스 업체다. 본사는 충청남도 금산군 금산읍 상리 73-3에 있다.

## 역사
1961년 9월 12일에 시외버스 면허를 취득하여 신진여객이라는 명칭으로 설립하였으며, 1979년 신진여객에서 화신교통으로 사명을 변경하였다. 1980년 7월 1일 금산군내버스를 한일교통으로 분리 독립시켰으며, 1985년 1월 충청북도 영동군 심천면 양강교에서 일어난 버스 추락 사고를 계기로 같은 해 3월 사명을 화신교통에서 중부교통으로 변경하였다. 1997년 9월 5일 사명을 중부교통에서 중부고속으로 변경하였다. 2004년에는 코오롱고속(현재 금호고속에 사업 양도)으로부터 대전 ~ 수원 고속버스 노선권을 양수하였으며, 2011년 5월 1일에는 삼화고속과 금호고속으로부터 대전 ~ 마산 간 고속버스 노선권을 양수하였다.

## 운행 노선

### 고속버스
- 금산 - 서울경부
- 금산 - 동서울
- 금산 - 인천
- 금산 - 수원
- 금산 - 고양(백석동)
- 금산 - 광주(유스퀘어)
- 금산 - 동대구
- 금산 - 부산(노포동)
- 금산 - 서부산(사상)

## 운행 차량
현대자동차
- 현대 유니버스 스페이스 럭셔리
- 현대 유니버스 익스프레스 노블
- 현대 뉴 프리미엄 유니버스 스페이스 럭셔리
- 현대 뉴 프리미엄 유니버스 익스프레스 노블
- 현대 뉴 프리미엄 유니버스 럭셔리
- 현대 뉴 프리미엄 유니버스 노블